# Goizueta, Navarre
Goizueta là một đô thị trong tỉnh và cộng đồng tự trị Navarre, Tây Ban Nha. Đô thị này có dân số là 886 người. Đô thị nằm ở độ cao 815 m trên mực nước biển. Goizueta nằm trong khu vực tiếng Basque và tiếng Tây Ban Nha đều là ngôn ngữ chính thức.
| Biến động dân số                                       | Biến động dân số | Biến động dân số | Biến động dân số | Biến động dân số | Biến động dân số | Biến động dân số | Biến động dân số | Biến động dân số | Biến động dân số | Biến động dân số |
| 1996                                                   | 1998             | 1999             | 2000             | 2001             | 2002             | 2003             | 2004             | 2005             | 2006             | 2007             |
| ------------------------------------------------------ | ---------------- | ---------------- | ---------------- | ---------------- | ---------------- | ---------------- | ---------------- | ---------------- | ---------------- | ---------------- |
| 949                                                    | 923              | 906              | 903              | 911              | 891              | 853              | 814              | 814              | 809              | 815              |
| Nguồn: Goizueta et instituto de estadística de navarra |                  |                  |                  |                  |                  |                  |                  |                  |                  |                  |

==Tham khảo==